# Giovanni Losi
Giovanni Losi, mais conhecido como padre Losi, (Caselle Landi, 9 de fevereiro de 1953 — Cacoal, 24 de julho de 1985), foi um missionário católico comboniano italiano, que atuou a maioria do seu ministerio no Sudão.

## Vida
Nascido em Caselle Landi em 1838, foi batizado no mesmo dia na igreja paroquial da cidade. Ainda criança, a família mudou-se para Roncaglia e, mais tarde, entrou no seminário episcopal de Piacenza. Ordenado padre em 1862, dez anos depois ingressou no Instituto Missionário de Verona, fundado por Daniel Comboni, para partir com ele para o Sudão no ano seguinte.
Foi superior da missão El-Obeid até 1878, com más relações com a população local, de fé muçulmana, que sempre se opôs a ele. Durante a sua estadia no Sudão, juntamente com o seu irmão Luigi Bonomi,  publicou um catecismo e o primeiro dicionário em núbio, língua até então desconhecida no Ocidente. Após a morte de Comboni em 1881, foi nomeado superior ad interim de toda a missão centro-africana. Adoeceu de escorbuto e faleceu em 27 de dezembro de 1882, aos 44 anos.
Foi enterrado em El-Obeid, mas seu túmulo foi profanado pelos fundamentalistas quando os Mahadis conquistaram a região em 1889.

## Posteridade

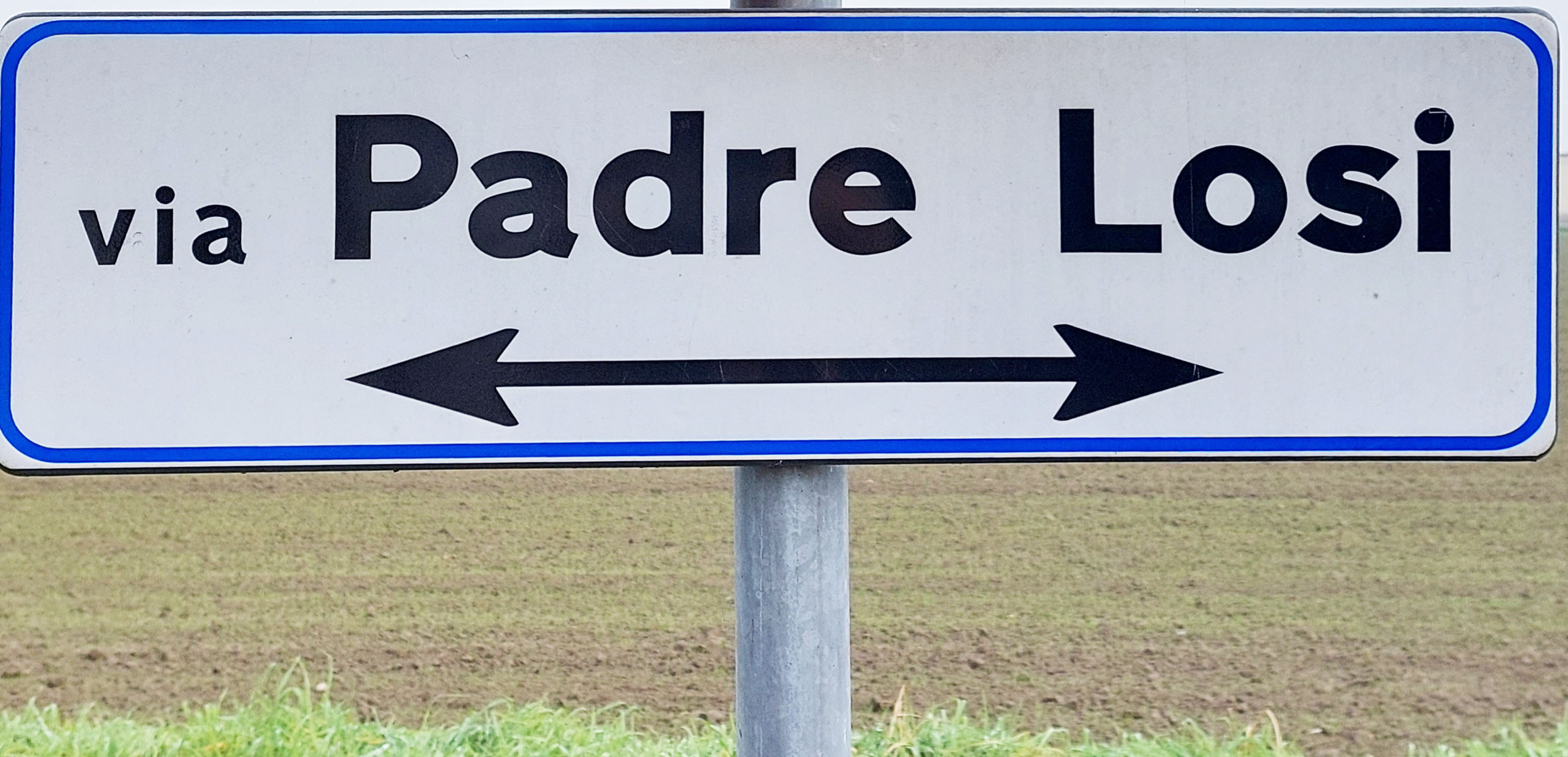
A placa da rua dedicada ai padre Losi, em Caselle Landi.

Em Caselle Landi, sua cidadezinha natal, foi-lhe dedicada a rua à esquerda da igreja que leva à campanha.

## Ver também

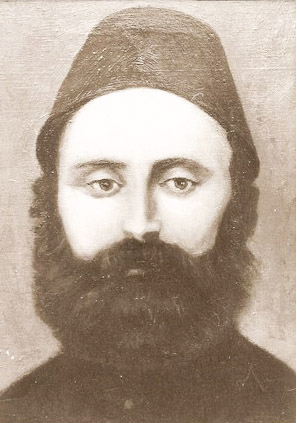
Padre Losi, durante seu ministerio no Sudão.